# Cantone di Bouloire
Il Cantone di Bouloire era una divisione amministrativa dell'arrondissement di Mamers.
È stato soppresso a seguito della riforma complessiva dei cantoni del 2014, che è entrata in vigore con le elezioni dipartimentali del 2015.
Comprendeva i comuni di:
- Bouloire
- Coudrecieux
- Maisoncelles
- Saint-Mars-de-Locquenay
- Saint-Michel-de-Chavaignes
- Thorigné-sur-Dué
- Tresson
- Volnay